# Megaselia nephelodes
Megaselia nephelodes är en tvåvingeart som beskrevs av Borgmeier 1962. Megaselia nephelodes ingår i släktet Megaselia och familjen puckelflugor. Inga underarter finns listade i Catalogue of Life.